# Homo juluensis
 (août 2025).
Espèce
Homo juluensis est une espèce fossile potentielle du genre Homo qui aurait vécu du Chibanien au Pléistocène supérieur (400–50 ka) en Asie de l'Est. L'épithète spécifique juluensis provient du mandarin 巨颅/巨顱 signifiant « grosse tête » : Homo juluensis signifie donc « Homme à grosse tête ». 

## Historique
| \| Grotte de Denisova Grotte de Baishiya Grotte de Tam Ngu Hao 2 Penghu 1 Xuchang Xujiayao \| Localisation des sites de H. juluensis selon Bae et Wu (2024). |
| Grotte de Denisova Grotte de Baishiya Grotte de Tam Ngu Hao 2 Penghu 1 Xuchang Xujiayao                                                                      |

Homo juluensis a été défini à partir de fossiles découverts à partir des années 1970 et catégorisés en mai 2024 par Christopher J. Bae et Xiujie Wu comme faisant partie de la même espèce. Cela inclut les fossiles de Xuchang, Xujiayao-Houjiayao, Penghu 1 et possiblement d'autres fossiles présumés dénisoviens.

## Morphologie
Homo juluensis aurait un volume endocrânien de l'ordre de 1 700 à 1 800 cm3, supérieur à celui de n'importe quelle autre espèce humaine connue.